# Chondropyga
Chondropyga is een geslacht van kevers uit de familie bladsprietkevers (Scarabaeidae). Het geslacht werd voor het eerst wetenschappelijk beschreven in 1880 door Kraatz.

## Soorten
- Chondropyga allardi Rigout, 1997
- Chondropyga dorsalis (Donovan, 1805)
- Chondropyga frenchi Schoch, 1898
- Chondropyga gulosa (Janson, 1873)
- Chondropyga insignicosta Hutchinson & Moeseneder, 2013
- Chondropyga olliffiana Janson, 1889
- Chondropyga suturata Nonfried, 1891